# Bellesa

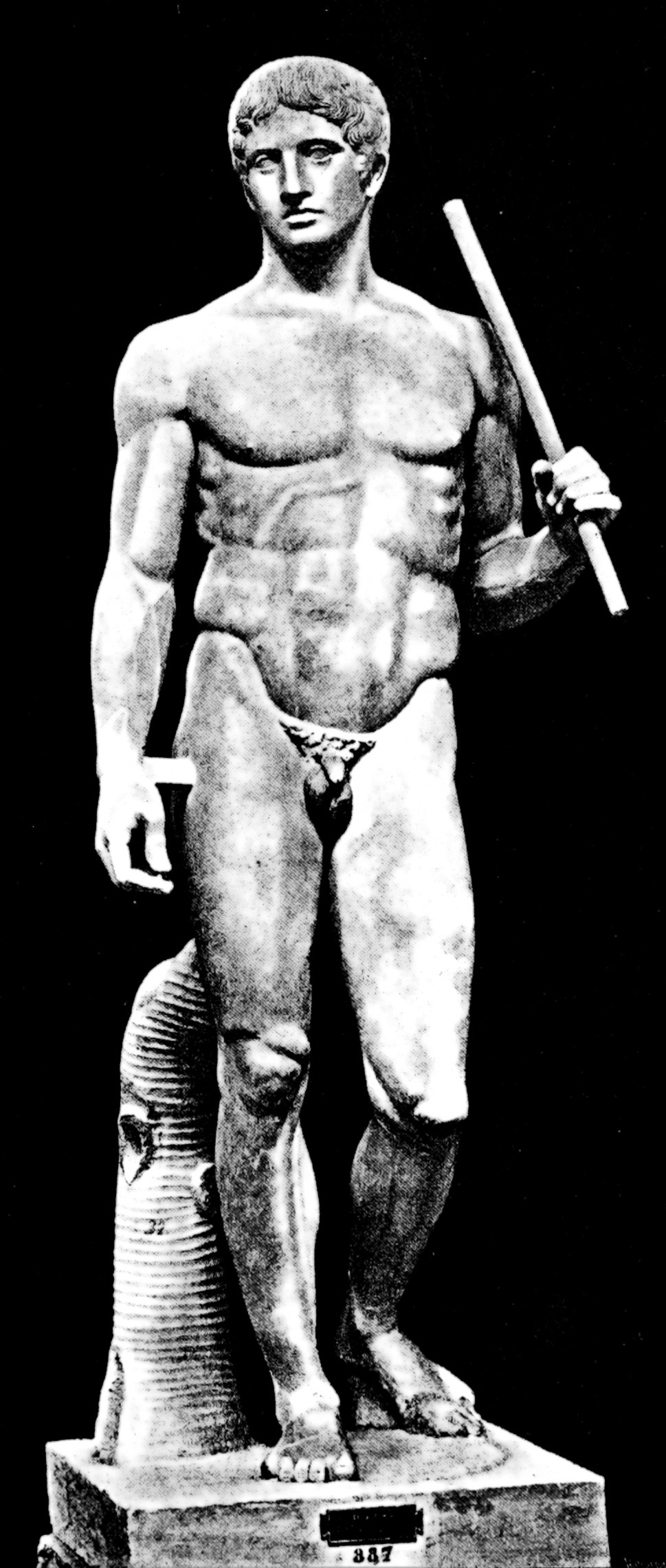
El Dorífor de Policlet és el cànon estètic més conegut de l'antiguitat. Còpia romana de marbre del Museu Arqueològic Nacional de Nàpols

La bellesa (o bellea) és una característica d'una persona, animal, lloc, objecte o idea, que proporciona una percepció plaent, de valor personal i cultural, o de satisfacció. És una experiència subjectiva. La bellesa és objecte d'estudi en l'estètica, la sociologia, la psicologia social, i la cultura.
També es pot definir la bellesa com la percepció sensorial cognitiva que estimula un patró après d'harmonia en percebre una entitat física que ens produeix una sensació de plaer físic, normalment visual o auditiu. D'altra banda, no tot el que causa plaer ha de contenir necessàriament bellesa.
Experimentar la bellesa pot implicar interpretar que una entitat està equilibrada i en harmonia amb la natura, la qual cosa porta a trobar-se amb sentiments d'atracció i de benestar emocional.

## Etimologia
En grec clàssic, "bell" es deia κάλλος, kallos i l'adjectiu era καλός, kalos. En canvi, en la koiné grega, era ὡραῖος, hōraios, que des del punt de vista etimològic prové de la paraula ὥρα ('hora'), ja que la bellesa estava relacionada amb el moment d'arribar a madurar el fruit, o de la saó de la terra. Es considerava, per aquest motiu, com una condició per a posseir la bellesa, que una persona no volgués aparentar ni més ni menys que l'edat cronològica que tingués.

## Història
La bellesa ha estat objecte de culte des que va sorgir l'Homo sapiens. En aquell temps, ja començaven a decorar les seves coves, creaven petits artefactes que simplement els servien per a ornamentar i no tenien cap altra finalitat útil.
De l'antiguitat clàssica, es troben dades més concloents sobre la bellesa, així com estudis i reflexions sobre aquesta. En aquell temps, la bellesa constituïa una qualitat que feia que alguna cosa ens semblés bella. A aquesta qualitat, se li va dir harmonia. També van aparèixer els primers cànons de bellesa, que indicaven quins havien de ser les proporcions idònies perquè un cos es veiés bell. En general, la bellesa es considerava que ho era des d'un punt de vista objectiu. La bellesa és una de les idees fonamentals de Plató en la jerarquia ontològica.
El cànon sobre les proporcions humanes més antic que es coneix es va trobar a les piràmides de Memfis cap al 3000 aC. Des d'aleshores, hi ha hagut diversos cànons coneguts: el dels faraons, el de Policlet, el de Ptolemeu (90-160 dC), el de Vitruvi (segle i aC), el de Dürer (1471-1528), el de l'Home de Vitruvi de Leonardo da Vinci (1452-1519) i, més recentment, el de Zeising i el de Le Corbusier (1887-1965).
Aquesta percepció de la bellesa es va continuar mantenint a l'edat mitjana. Com a conseqüència de l'apogeu del cristianisme d'aquella època, la bellesa depenia de la intervenció de Déu. De manera que, si es considerava bella alguna cosa, és perquè havia estat una creació divina. Seguint les tesis platòniques, hi havia una equivalència entre el bell i el bé.
La bellesa material era externa, física o sensible. Aquesta qualitat es panseix amb el temps. En canvi, la bellesa espiritual no es panseix amb el temps, sinó que romania a l'interior de l'individu. Són qualitats com la bondat, l'amor, la simpatia, etc. Amb el pas del temps, va arribar una altra nova etapa en la història de la bellesa, el Renaixement. Molts autors estan d'acord que el concepte de bellesa va tornar a ser el de l'antiguitat clàssica, perquè es van començar a prendre valors d'aquella època que s'havien perdut en l'edat mitjana. Un d'aquests valors va ser la concepció més naturalista de la bellesa, que va servir d'inspiració als artistes de l'època.
En la modernitat, desapareix aquesta visió objectiva de la bellesa i es comença a subjectivar. En el segle xviii, ja es percep la bellesa d'alguna cosa no per com és l'objecte per si mateix, sinó pel que aquest desperta en la persona. Aquesta concepció, la tenien molt clara els empiristes i il·lustrats de l'època.
Amb Alexander Gottlieb Baumgarten, sorgeix la teoria específica de l'estètica que analitza conceptes com el gust personal, o facultat que permet jutjar quelcom com a bell. El gust es relaciona amb la intuïció i no solament amb la raó (Benedetto Croce), si bé parteix de judicis argumentats que busquen la màxima generalització possible.

## Origen de la bellesa

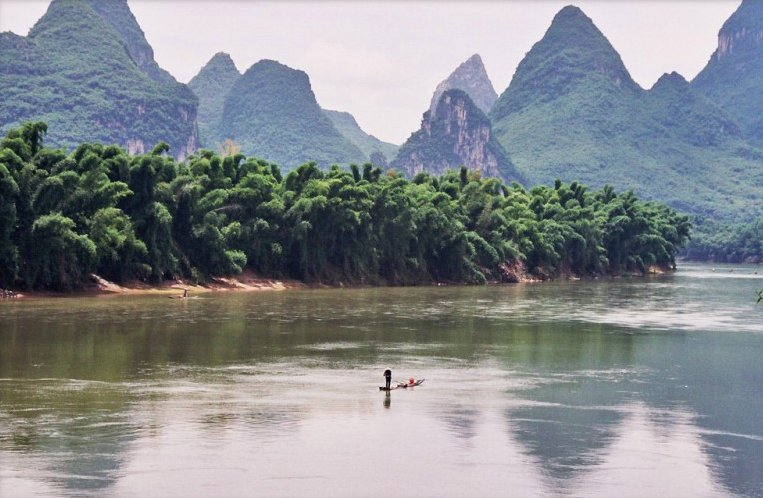
Yangshuo, República Popular de la Xina

Podria remuntar-se a la mateixa existència de l'ésser humà com una de les seves qualitats mentals. La bellesa es troba en treballs de filòsofs grecs, com Pitàgores, a partir del període presocràtic. L'escola pitagòrica va observar una forta connexió entre les matemàtiques i la bellesa. En particular, van notar que els objectes que tenen simetria són més vistosos. L'arquitectura grega clàssica està basada en aquesta imatge de simetria i proporció. La investigació moderna també suggereix que les persones amb uns trets facials més simètrics i que tenen les proporcions més equilibrades són més atractives.
La bellesa, generalment, ha estat associada amb el bé. De la mateixa manera, l'atribut contrari a la bellesa és la lletjor i sovint s'associa amb el mal. Les bruixes, per exemple, sovint són representades amb trets físics desagradables i personalitats malicioses. Aquest contrast és personificat en històries clàssiques com la de La bella dorment. De la mateixa manera, Johann Wolfgang von Goethe, en la seva obra Les afinitats electives (1809), manifesta que la bellesa és "un convidat que sempre és benvingut". Goethe va declarar que la "bellesa humana" actua amb molta més força sobre els sentits interiors que sobre els externs, de manera que el que la contempla està exempt del mal i se sent en harmonia amb ell i amb el món.
La simetria és important perquè fa la impressió que la persona ha crescut amb salut, sense defectes visibles. En la percepció de la gent bella es donen certes concordances: ulls grans i pell clara, per exemple, són considerats formosos tant en homes com en dones de moltes cultures. Alguns investigadors han suggerit que trets neonatals són intrínsecament atractius. La joventut en general s'associa amb la bellesa.
Hi ha proves que fan intuir un rostre bell en el desenvolupament infantil, i que les normes d'atractiu són similars en cultures diferents. La mitjana, la simetria, i el dimorfisme sexual poden tenir una base evolutiva per a determinar la bellesa. Les metanàlisis de la investigació empírica indiquen que els tres són atractius tant en cares masculines com femenines i en una gran varietat de cultures. L'atractiu facial pot ser una adaptació per l'opció de company perquè la simetria i l'absència de defectes assenyalen els aspectes importants de qualitat de company, com la salut. És possible que aquestes preferències siguin simplement instints.
Els artistes grecs i romans també tenien l'estàndard de bellesa masculina en la civilització occidental. El romà ideal va ser definit com a alt, musculat, de cames llargues, amb un cap ple de cabell gruixut, un front alt i ample, signe d'intel·ligència, ulls de joc ample, un nas fort i perfil perfecte, boca petita, i una mandíbula poderosa. Aquesta combinació de factors produiria una mirada impressionant de bella masculinitat. Amb les excepcions de pes de cos i estils de moda, les normes de bellesa són bastant constants en el temps i l'espai.
En el xinès antic, s'escriu un signe que significa "bell", però avui es combina amb altres dos signes que signifiquen "gran" i "ovella". Possiblement, l'ovella gran era representativa de bellesa.
La cultura maia considerava que tenir estrabisme era bell, i per aconseguir-ho, les mares posaven gerres davant dels nens perquè creixessin amb aquest defecte: el concepte de bellesa pot variar entre cultures.

## Classes de bellesa
Dins la primera classificació, podem trobar-nos dues classes de bellesa: la que provoquen els objectes naturals, o bellesa natural, i la que ens susciten les creacions artificials, o bellesa artística.
Al llarg de la història, la relació entre ambdós tipus de bellesa ha estat irregular, perquè la bellesa artística ha passat de tenir una relació de dependència amb la bellesa natural, a independitzar-se'n, a mesura que avançava el curs de la història.
Kant distingeix dos tipus de bellesa:
- Bellesa lliure: és el que percebem sense que sapiguem res de l'objecte a contemplar. És una bellesa pura, no es té cap tipus d'idea que ens faci qüestionar la seua bellesa.
- Bellesa adherent: és el que depèn del concepte que tinguem sobre l'objecte que analitzem.

## Bellesa humana

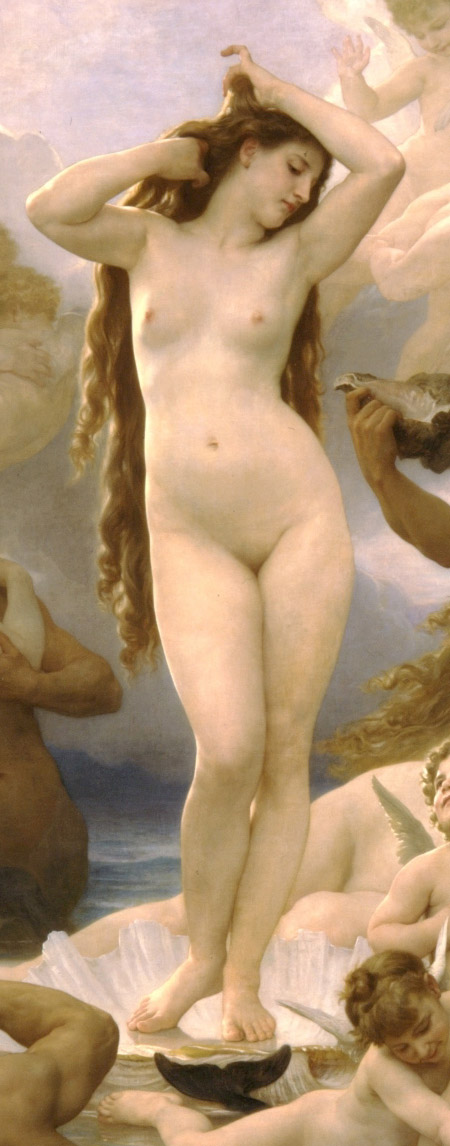
La dona representada en Naixement de Venus de William-Adolphe Bouguereau (1879)

Tot i que existeix l'expressió "bellesa interior", que fa referència a les virtuts de la personalitat que poden provocar atracció, usualment el terme bellesa s'usa en els éssers humans per a designar la bellesa física. Els cànons o ideals estètics han variat al llarg del temps, com proven les representacions en l'art, i perquè també són diferents segons la cultura analitzada. Els estàndards de bellesa canvien segons el que una cultura considera més valuós. Si s'analitzen pintures de diferents períodes de la història, s'observa una àmplia gamma de patrons diferents per a expressar la bellesa. No obstant això, els éssers humans que són relativament joves, amb la pell suau i trets fonamentalment regulars, han estat tradicionalment considerats bells.
Al segle xxi, diferents experiments en psicologia han provat que hi ha trets considerats universalment bells. Per als homes, un tors tendint a la forma de V, amb les espatlles més amples, es considera un atribut bell, així com la presència de músculs desenvolupats (més a Occident). L'alçada és també un tret positiu, i sovint s'associa en l'inconscient a més estatus social i poder. Per a les dones, els atributs jutjats com a bells són cara juvenil i simetria en el rostre. A l'edat mitjana, per exemple, es valoraven els pits alts i petits, i el ventre prominent.
Un clar indicador de la bellesa física és la "mitjania", o koinophilia. Quan es fa una mitjana d'imatges de rostres humans i a partir d'aquestes es genera una imatge composta, el resultat és una aproximació progressiva a la imatge "ideal" i es percep com a més atractiva. Això va ser observat per primera vegada el 1883, quan Francis Galton, cosí de Charles Darwin, superposà imatges fotogràfiques compostes de cares de vegetarians i delinqüents per veure si hi havia una aparença característica per a cada un. En fer això, es va adonar que, de manera comparativa, les imatges compostes eren més atractives que qualsevol de les imatges individuals. Els investigadors han replicat el resultat en condicions més controlades i s'han trobat que la imatge generada per ordinador, que era la mitjana aritmètica d'una sèrie de cares, era més favorable que els rostres individuals. Des del punt de vista evolutiu, té la seva lògica que, des de la perspectiva sexual, els individus s'han de sentir més atrets pels companys en els quals predominen les característiques comunes o més a prop de la mitjana.
S'ha trobat una característica de la dona bella que es concreta en una relació cintura-maluc d'aproximadament 0,70. Els fisiòlegs han demostrat que les dones amb la forma de rellotge de sorra són més fèrtils que altres dones a causa de l'augment dels nivells de certes hormones femenines, un fet que inconscientment pot condicionar l'home heterosexual en el moment de triar parella. La gent està influenciada per les imatges que veuen en els mitjans de comunicació per determinar què és o no és bonic. Les feministes i els metges han suggerit que les models ultraprimes que apareixen en les revistes fomenten els trastorns de l'alimentació, i d'altres han argumentat que el predomini de les dones blanques que apareixen en les pel·lícules i en la publicitat potencia un concepte eurocèntric de la bellesa, desperta els sentiments d'inferioritat en les dones de color, i internalitza un sentiment racista.
La bellesa ajuda a l'èxit social i és un factor important de la formació de l'autoestima (ser jutjat com a lletjos pels altres pot fer empitjorar l'autoconcepte i augmentar la inseguretat). Diferents estudis psicològics han demostrat que es tendeix a jutjar més favorablement els actes de les persones físicament atractives en igualtat de condicions. L'aparença física pot condicionar també l'obtenció del treball en una entrevista de feina, el sou estipulat o la popularitat en el cas dels artistes.

## Cànon de bellesa

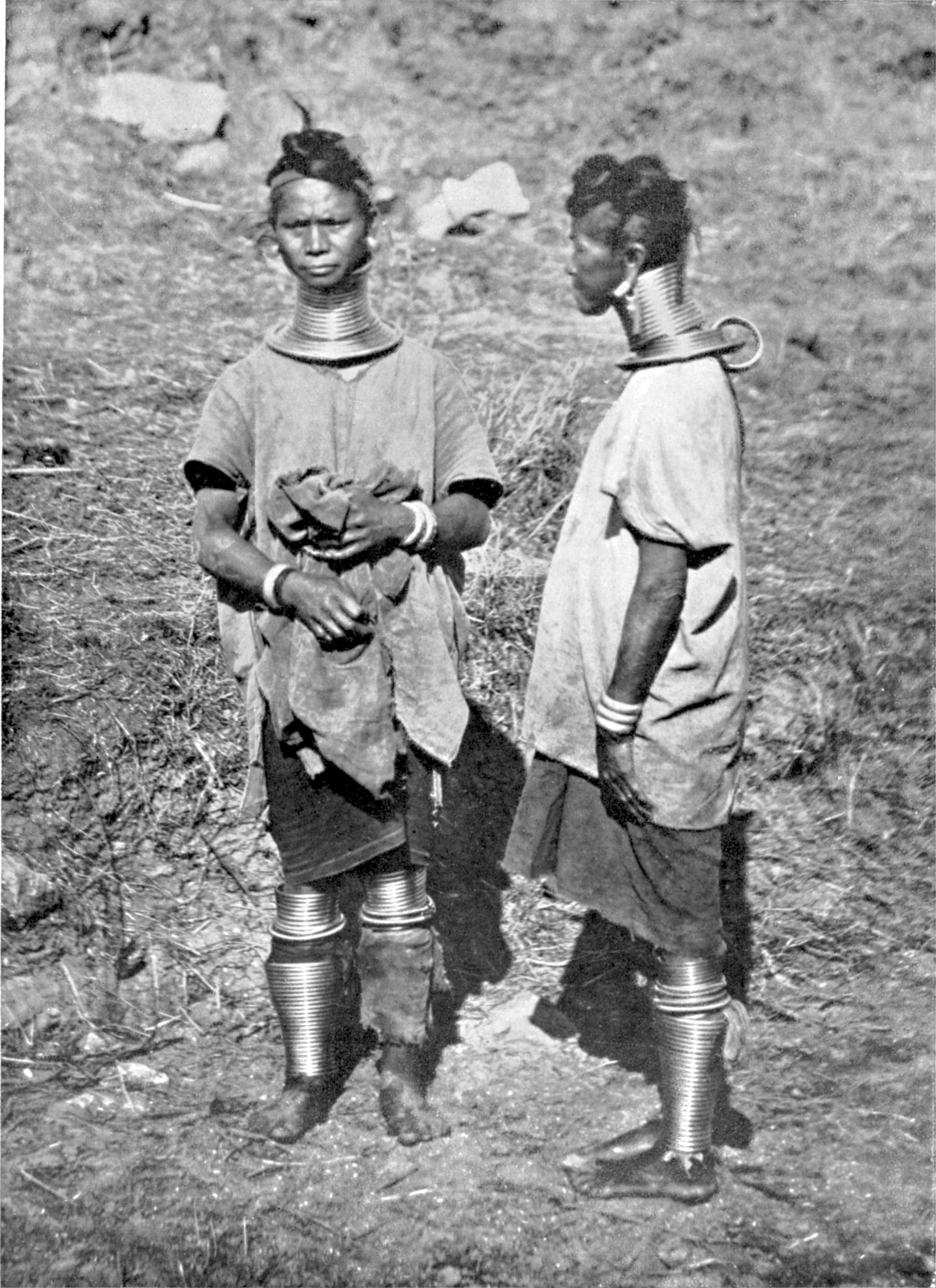
Myanmar, 1914

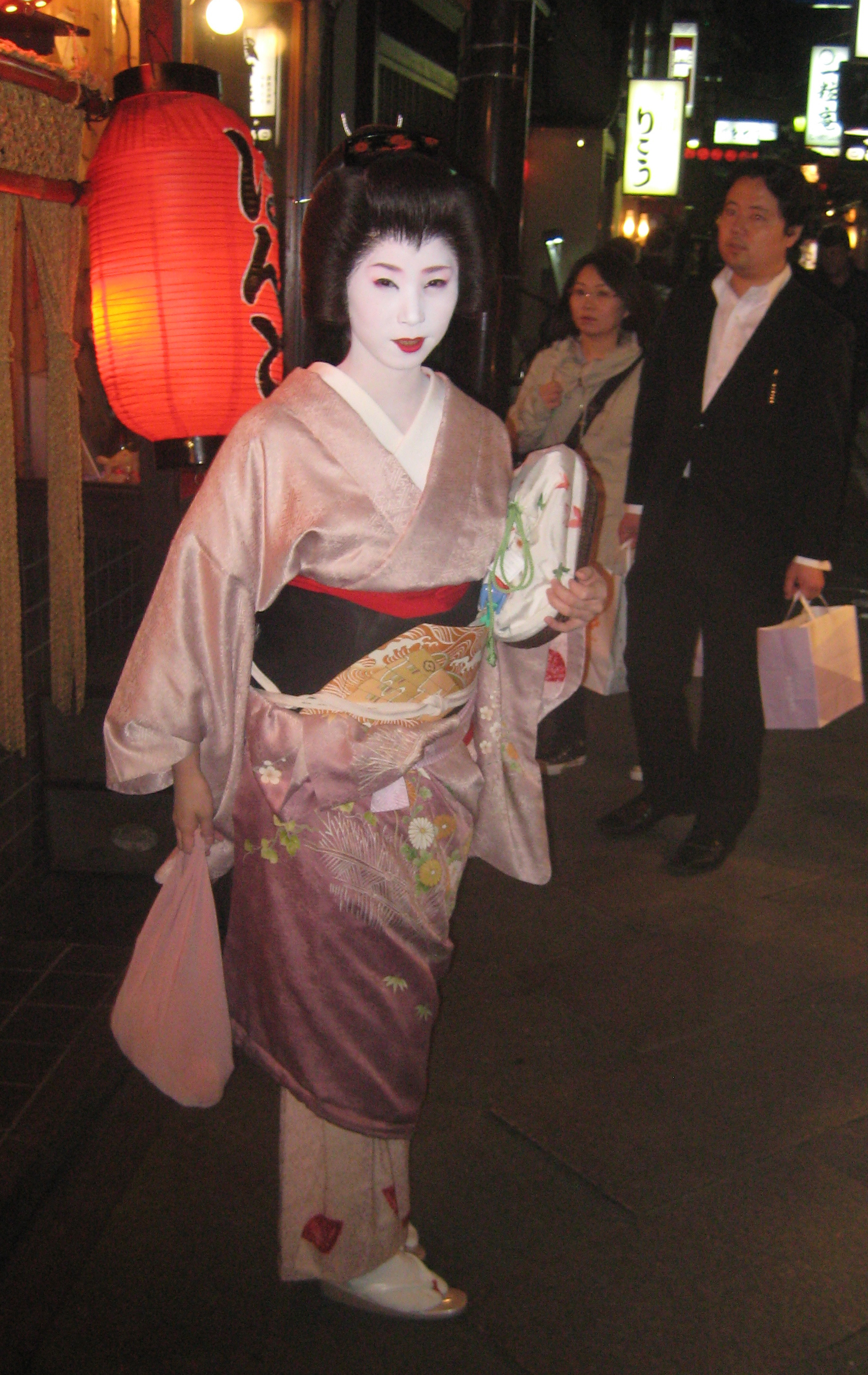
Japó, 2008

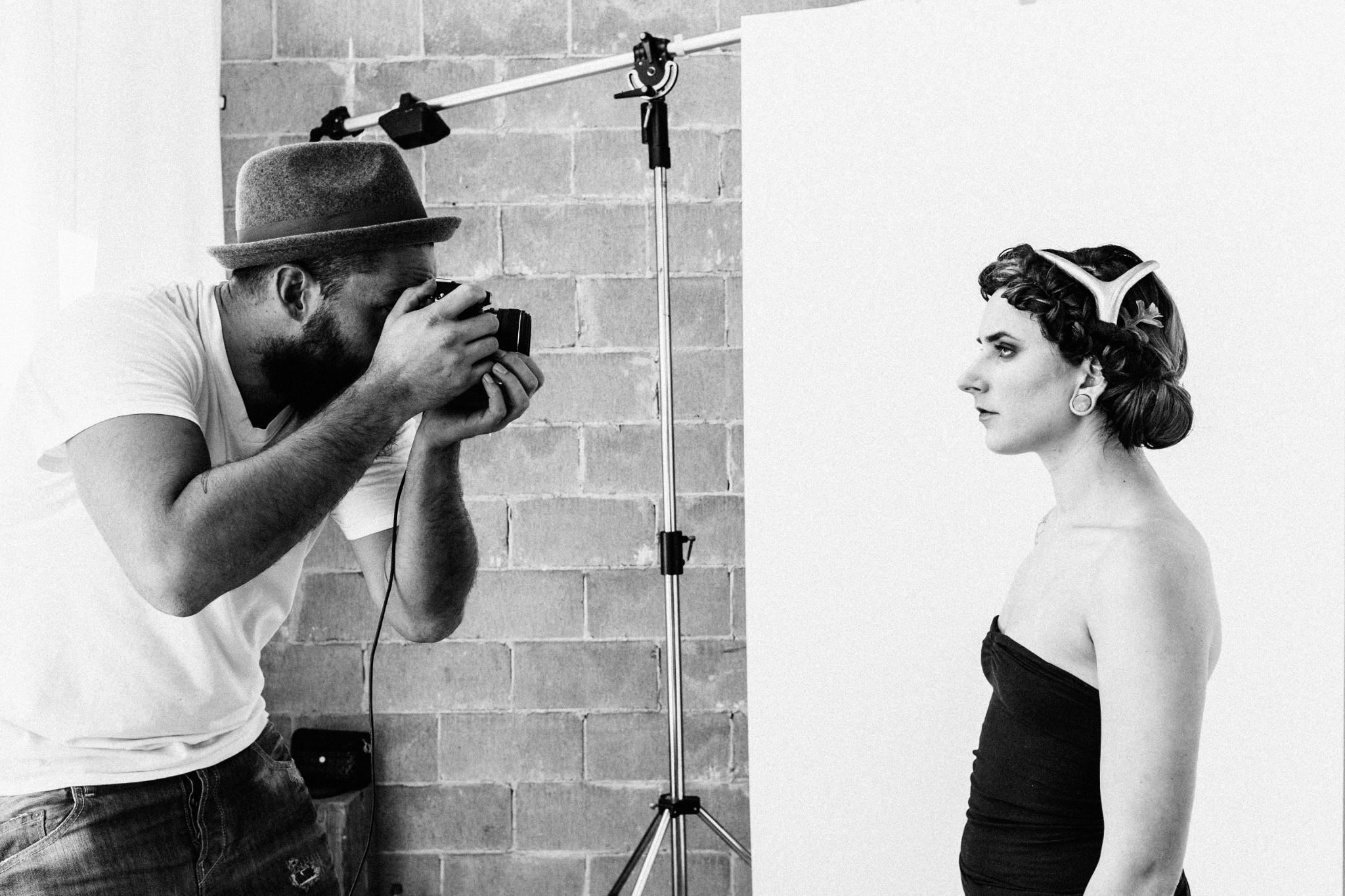
Model posant, 2014

Al llarg de la història han existit diferents cànons de bellesa. Aquests cànons estableixen relacions tant amb el concepte de models de món de l'escola semiòtica de Tartu-Moscou com amb els models literaris ficticis, ja que el cànon de bellesa respon a un model cultural que s'ha de seguir i que distorsiona sensiblement la realitat, la qual cosa pot provocar, en aquest cas, fins danys físics i psíquics.
Com afirma L. G. Davis, hi ha una distinció entre realitat i representació fictícia, i molt més quan es tracta de cànons o prototips de bellesa, els quals informen del caràcter del món en què s'han creat; com la representació fictícia deforma o distorsiona la realitat és fonamental per a analitzar la funció d'aquesta representació, gairebé sempre lligada a unes raons ideològiques. La història ens mostra que el cànon de bellesa ha canviat amb el temps, que cada època n'ha tingut el seu i, per tant, els gustos han estat molt diferents d'unes èpoques a d'altres, ja que tots els prototips que han existit i existiran responen a mentalitats diferents, a altres necessitats, a altres formes d'entendre la vida, a altres models de món que afecten la nostra concepció de la bellesa, concepció que es deu, en bona part, a convencions culturals. La literatura ha reflectit aquest fluctuant cànon de bellesa, tot i que, per donar-ne una noció més exacta, hem d'acudir no sols a la literatura, sinó a l'escultura i la pintura, ja que d'aquestes dues arts tenim testimonis més antics i variats sobre el cànon de bellesa.
El psiquiatre Luis Rojas Marcos no dubta a assenyalar que el prototip de bellesa de la dona prima, causant dels trastorns d'anorèxia i bulímia, està promogut per la indústria de la bellesa, que genera milions d'euros i que està controlada per homes. L'obsessió per la imatge, continua el psiquiatre, ha anat impedint en molts casos que la dona pugui desenvolupar-se socialment i cultural, de manera que és la moda el que provoca la tirania de la bellesa a la qual està sotmesa, sobretot, la dona. En aquest mateix article, se'ns assegura que els cànons de bellesa han estat gairebé sempre imposats pels homes, els quals han tendit a lloar més l'aspecte físic que la capacitat intel·lectual, fet que ha portat a una tirania de la moda, la dictadura de la bellesa, com proposa aquest article, la qual ha produït un índex elevat de persones insatisfetes amb el seu físic.
Alicia Giménez-Bartlett, en l'assaig titulat El deute d'Eva, argumenta que la bellesa mai no és innocent, sempre hi ha raons inconfessables darrere dels cànons, en totes les èpoques. Les matrones romanes havien de donar exemple de dignitat amb la seva sobrietat física, les belles renaixentistes reflectien en la seva primesa l'espiritualitat de l'època, les nobles franceses d'abans de la revolució mostraven amb els seus hàbits impossibles i pomposos que no tenien a veure amb el populatxo. La modernitat, segons l'autora, és potser menys teòrica però no més tolerant. Se substitueixen les idees pels diners i tot encaixa. Els cànons de bellesa actuals impliquen que gastem diners sense mesura per assolir: gimnasos, dietes, siluetes, cirurgia per a l'eterna joventut. La gran majoria dels humans han passat i passaran per aquesta espècie de tirania de la moda i del cànon de bellesa perquè així ha estat des de sempre; fins i tot, segons l'autora, molt probablement des dels temps dels humans i els mamuts. Vivim pendents de la nostra aparença. És possible que això sigui innat en l'ésser humà, encara que hàgim de variar per complet la imatge que la natura ens va donar.

### Diferents cànons

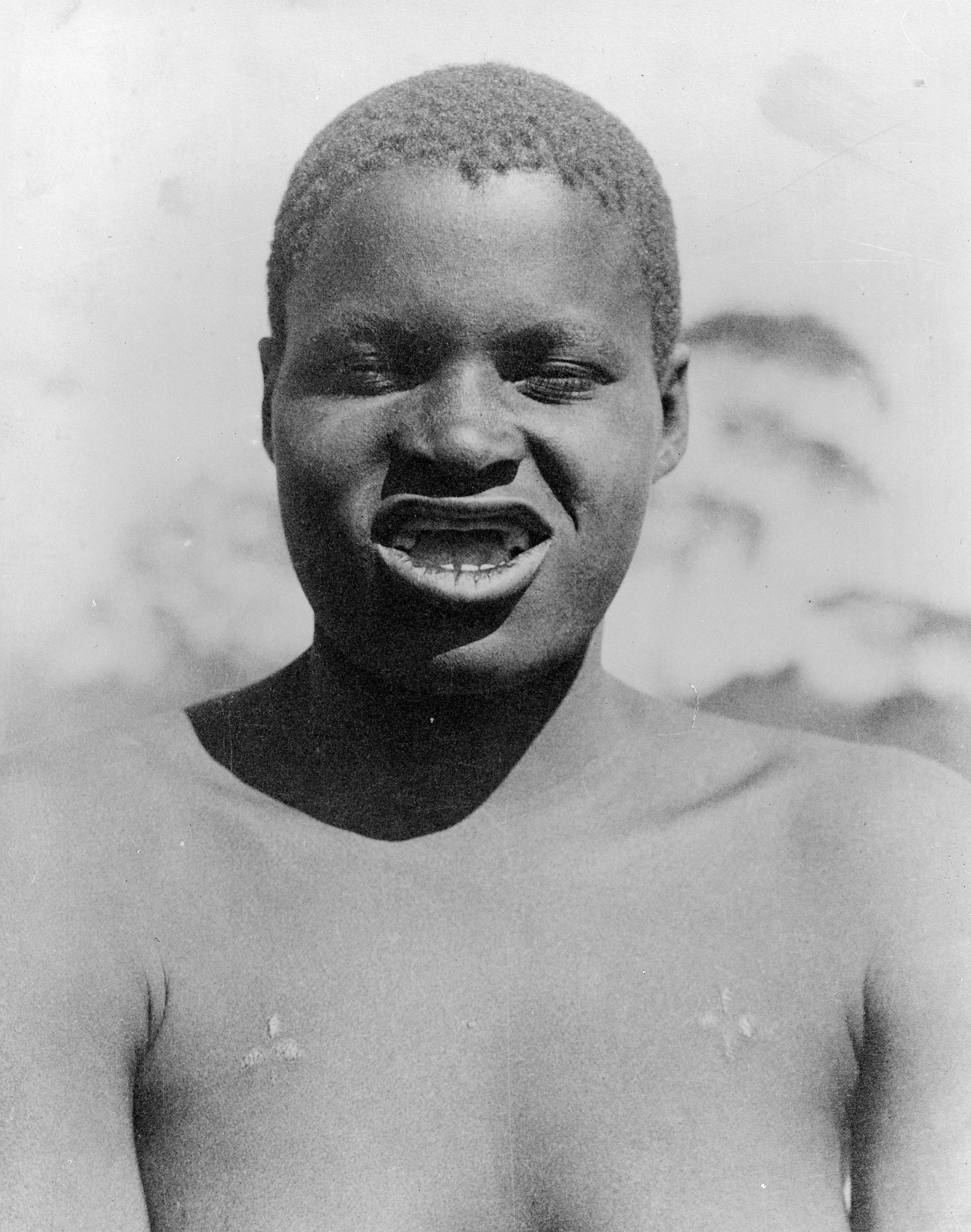
Noia que s'ha fet treure les dents per estar més guapa, segons el cànon establert en la seva societat

Els cànons o patrons de bellesa són judicis de valor estètic que, com a tals, han estat variables en el temps i les cultures segons motius socials. Així, per exemple, si es valora incrementar l'índex de la natalitat, l'ideal de bellesa es forma amb malucs amples i pits grans; si es vol tenir la condició de classe social dominant, es mostra la grassor en temps de fam o crisi; si es vol mostrar abundant temps d'oci per modelar el cos, es mostra un de poc natural.
Alguns exemples concrets arreu del món en són: en alguns pobles de Birmània, la bellesa es mesura pels cercles que s'aconsegueixin posar al coll de les dones, que pot arribar fins i tot a vint-i-cinc centímetres, de manera que si arribessin a treure-se'ls se'ls trencarien els ossos del coll. La dona tuareg és valorada segons el nombre màxim de sacsons que aconsegueixi acumular al ventre. A les adolescents de Papua Nova Guinea els estiren els pits per deixar-los caiguts, així tindran més possibilitats de casar-se. Les etíops es deformen els llavis amb discos d'argila. Les Txucarramae s'afaiten el cap. D'altres es llimen les dents; en altres tribus, s'estiren les orelles amb pes o permeten que els embenen els peus des de petites per, amb l'excusa de la bellesa dels peus petits, impedir-los el moviment.

#### Cànons occidentals

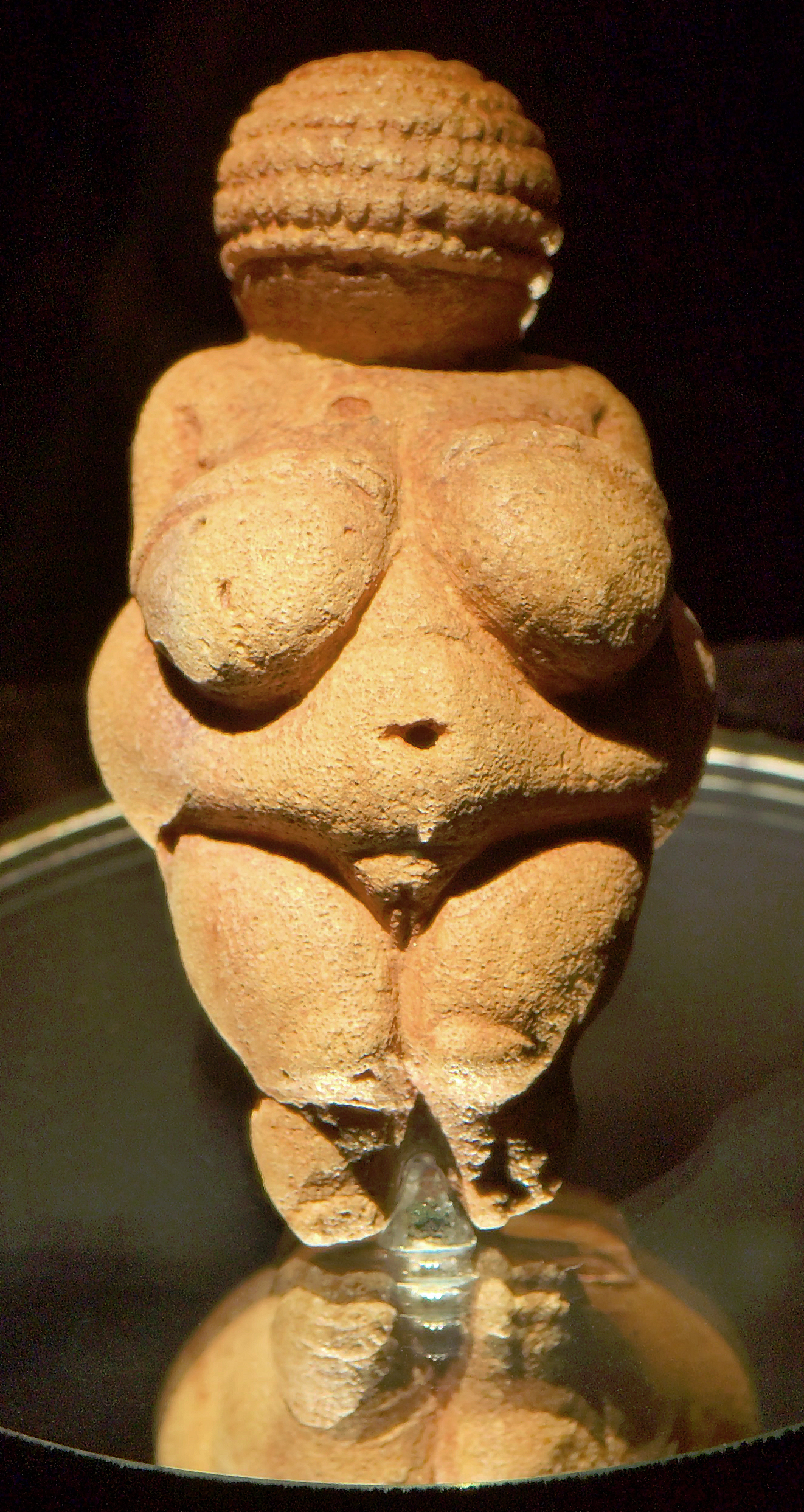
Venus de Willendorf

Dins de la cultura occidental, gràcies a les pintures rupestres i, sobretot, a algunes estàtues de la prehistòria, com la Venus de Willendorf (Alemanya), el cànon de bellesa era el de la dona de figura rodona, amb ostentació de la seva nutrició, de la seva sexualitat i de la seva capacitat procreadora, considerades protectores i de bon auguri. Són estàtues de dones nues amb grans pits i malucs. Les faccions de la cara i altres detalls no es destaquen. Algunes semblen representar dones embarassades, i és molt probable que aquestes imatges fossin esculpides per propiciar la fertilitat de la tribu i, en últim extrem, la preservació de l'espècie i de la vida. Es tracta, sens dubte, d'un cànon estètic que representa i relaciona la terra mare i productora amb la dona mare i protectora. Sembla, finalment, que aquestes figures, juntament amb els murals que representaven actes sexuals, responen a una motivació primigènia per representar tot allò que era màgic per a ells i que els impressionava els sentits: l'amor, el sexe, la reproducció.

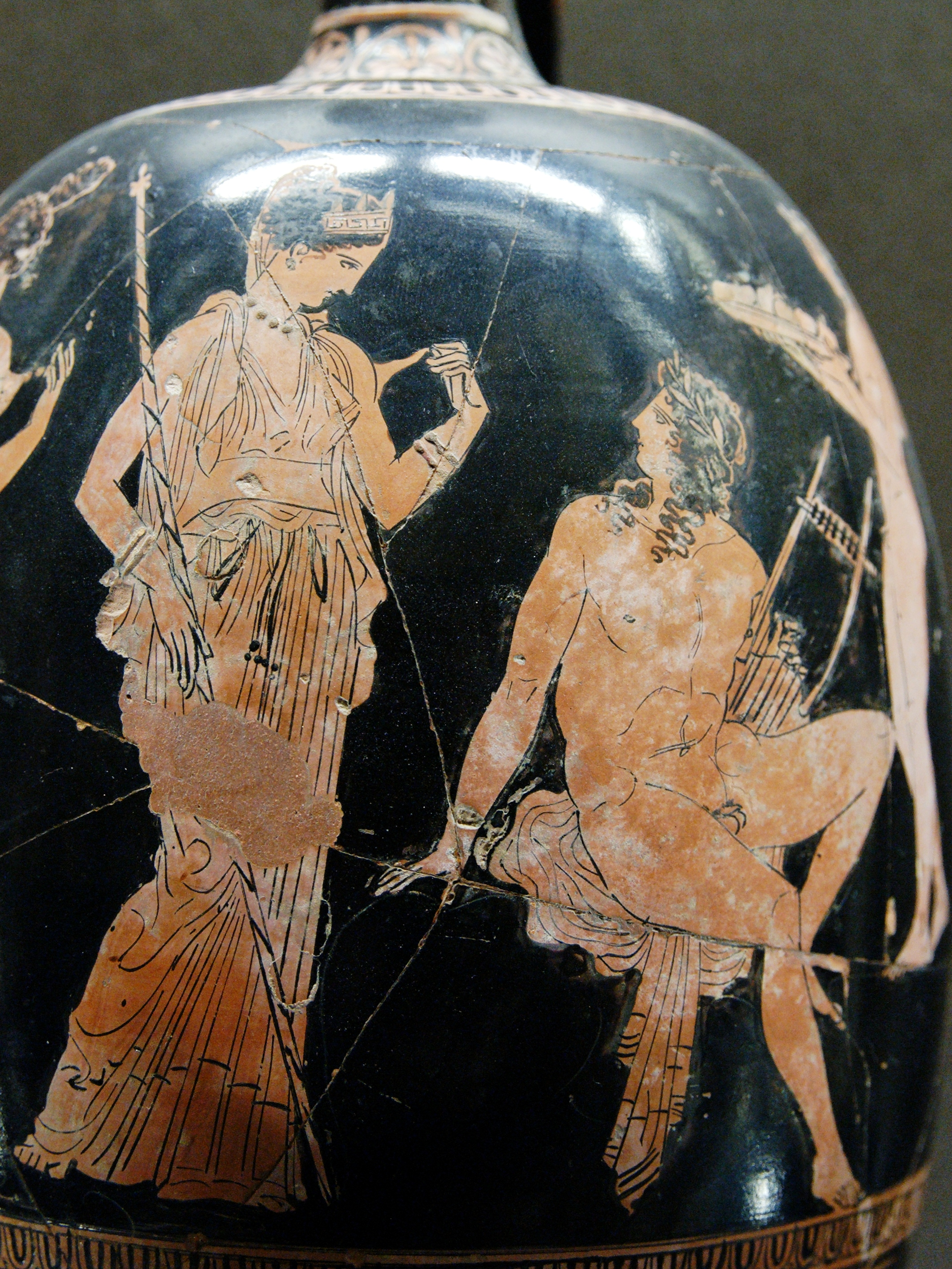
Afrodita i Adonis a l'antiga Grècia

En la Bíblia, hi ha un dels primers documents escrits preocupats per la bellesa en la descripció de la reina de Sabà en la seva visita al rei Salomó. L'ideal estètic del món clàssic es va forjar en l'antiga Grècia a partir sobretot de l'escultura. La bellesa es concebia com el resultat de proporcions matemàtiques i simetria geomètrica. Dins d'aquest àmbit, l'escultura va perseguir l'ideal de bellesa basat en el binomi que la bellesa és igual al bo. El gran pioner de la teoria grega sobre l'ideal de bellesa va ser Policlet, a qui s'atribueix el cèlebre tractat El cànon, avui perdut. Tant la bellesa femenina com la masculina es basaven en la simetria, segons la qual un cos és bell quan totes les seves parts són proporcionades a la figura sencera. Les escultures representen dones més aviat robustes amb ulls grans, el nas afilat, boca i orelles ni grans ni petites, les galtes i el mentó ovalats donaven un perfil triangular, el cabell ondulat darrere del cap, els pits petits. L'ideal masculí estava basat directament en els atletes i gimnastes, ja que a atletes i a déus se'ls atribuïen qualitats comunes: equilibri, voluntat, valor, control, bellesa. L'Imperi Romà va absorbir tota la iconografia de l'escultura grega amb la lleu variant que, com a poble més guerrer, a l'atleta li va posar una armadura.

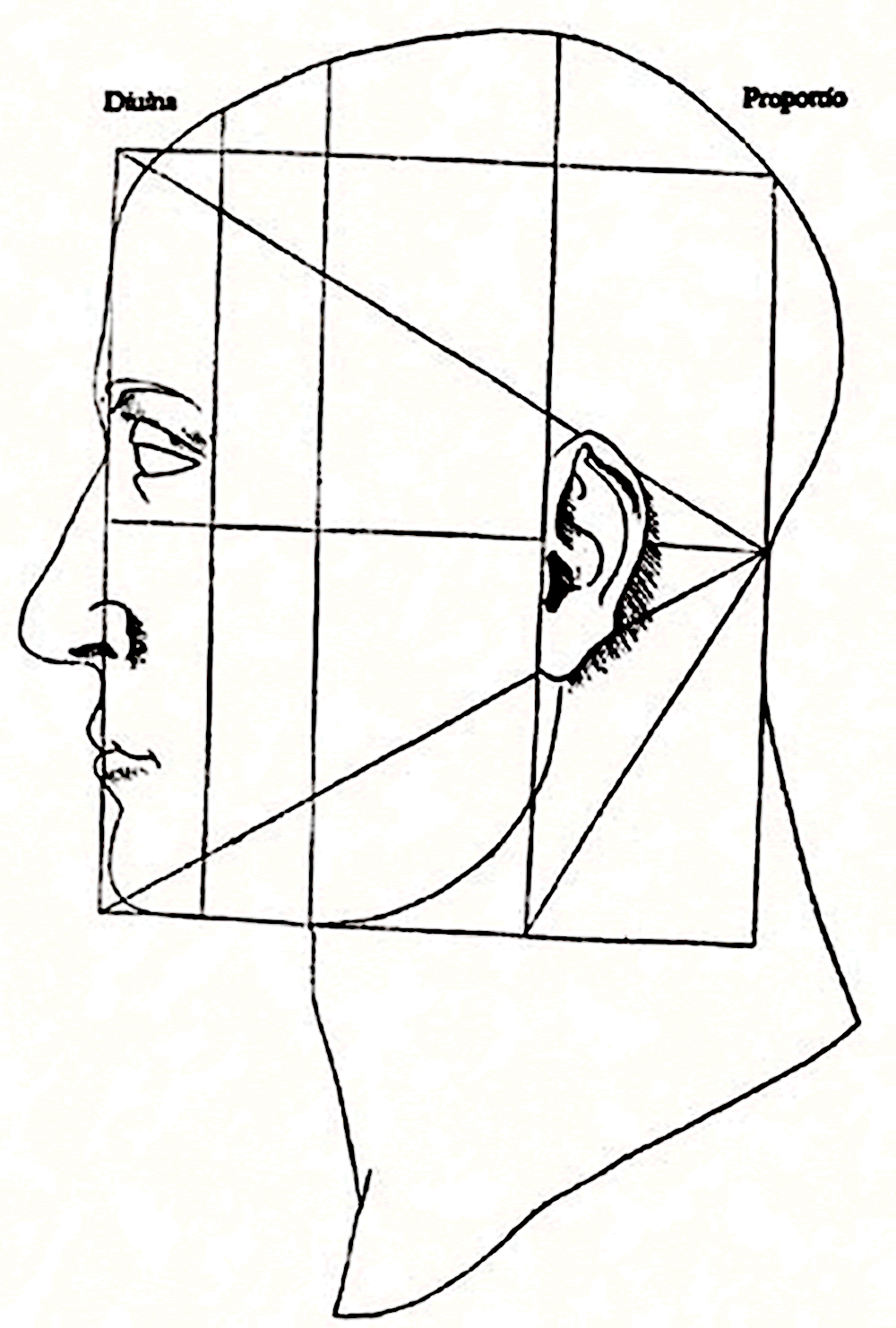
Estudi d'un cap amb proporcions ideals segons la relació àuria matemàtica

Per a Plató, la bellesa s'associa amb la veritat i el bé, com una de les idees més elevades. La intuïció de la bellesa en si mateix és major que el gaudi dels bells objectes individuals. En El convit, mostra com es pot passar del desig dels bells cossos a l'amor de les belles ànimes per arribar a la contemplació de la bellesa en si mateix. Ser bell era, llavors, apropar-se a un ideal, era ser el que havia de ser, el que assimila la bellesa amb la perfecció estètica. L'harmonia s'associa a vegades amb l'ordenament matemàtic, com en la famosa secció àuria.
En prendre els tres passos d'iniciació a la bellesa: la purificació, l'ascensió i la contemplació, Plató dona una forma dialèctica dels misteris òrfics: l'ascensió de l'ànima cap al diví. Funciona com l'oposició entre mite i logos en el disseny de l'eros.

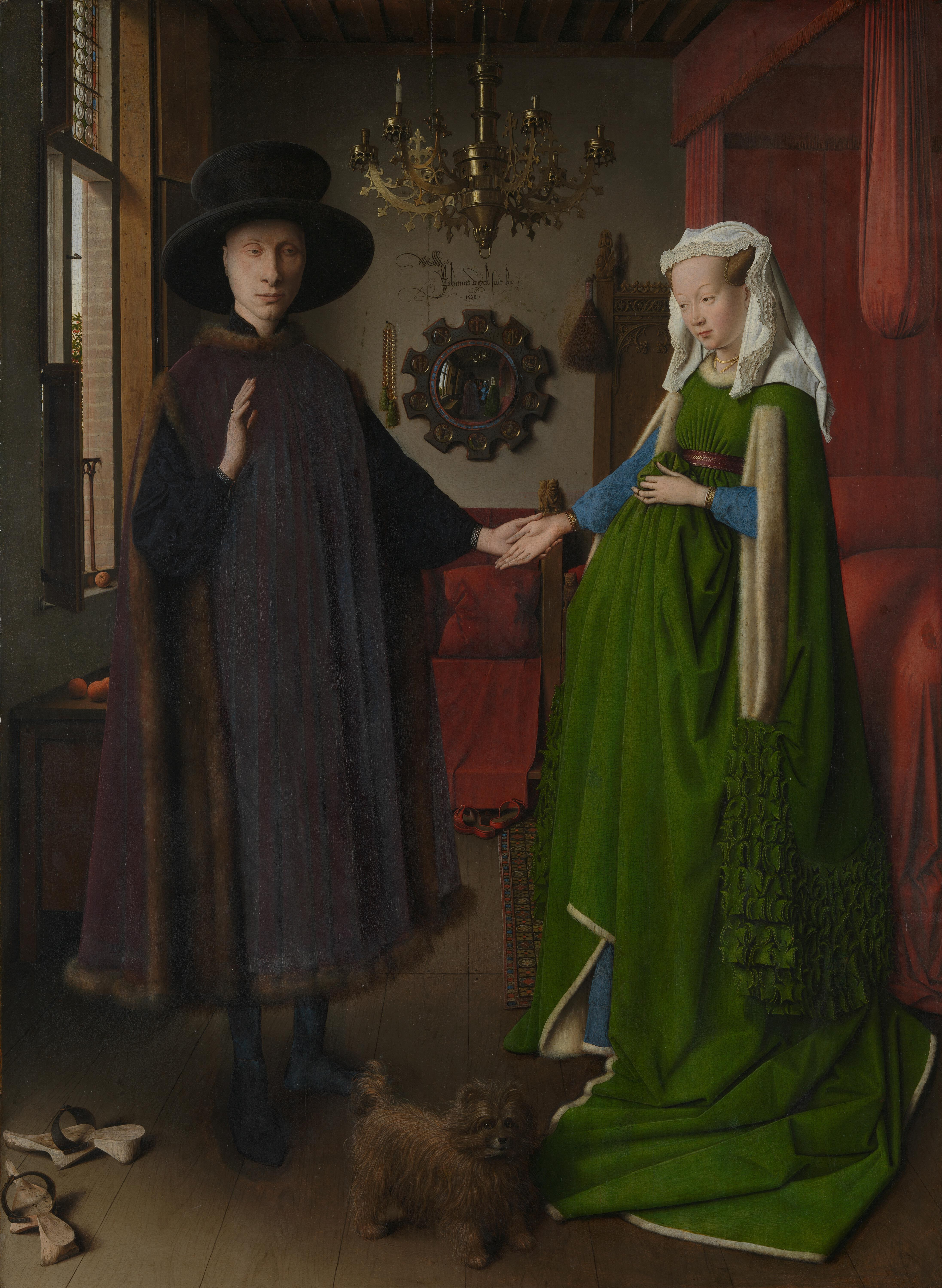
Parella retratada per van Eyck. El ventre prominent d'ella es deu a la roba que porta i a l'ideal de bellesa i feminitat de l'època, associat a la fertilitat

A l'edat mitjana, a grans trets, ens trobem amb un ideal de bellesa imposat per les invasions dels gots, els quals mostraven la bellesa nòrdica de nimfes i altres éssers de la seva mitologia. La font més important per a analitzar és la pintura. La fe i la moralitat cristianes van imposar una cautela en les vestimentes i una pràctica desaparició del maquillatge, que es considerava contrari a la moral cristiana en tant que desfigurava el que Déu havia creat. La censura cristiana va propiciar que, quan havien de mostrar cossos nus, com la Caiguda d'Adam i Eva o El Judici final, els cossos s'esquematitzen per treure qualsevol matís de sexualitat. L'ideal de dona medieval, tantes vegades pintat, entre d'altres, per Jan van Eyck, presenta blancor de pell, cabellera rossa i llarga, recollida o no, rostre ovalat, ulls petits, vius i riallers, nas petit i agut, llavis petits i rosats, tors prim i complexió òssia com correspon a les nòrdiques, malucs estrets, pits petits i ferms i mans blanques i primes. La blancor de la pell indica puresa i és alhora símbol de la procedència del nord d'Europa. Les verges medievals presenten també aquestes mateixes característiques. Pel que fa als homes, eren representats com a autèntics cavallers guerrers amb cabells llargs, que en el cas dels homes indicaven virilitat, força i llibertat, com portaven els pobles del nord d'Europa per emular els seus reis. La descripció respon a la d'un cavaller alt i prim, fort i vigorós, esvelt, de pit i espatlles amples per aguantar l'armadura, cames llargues i rectes com a senyal d'elegància i port; mans grans i generoses com a símbol d'habilitat amb l'espasa i de masculinitat.

El naixement de Venus

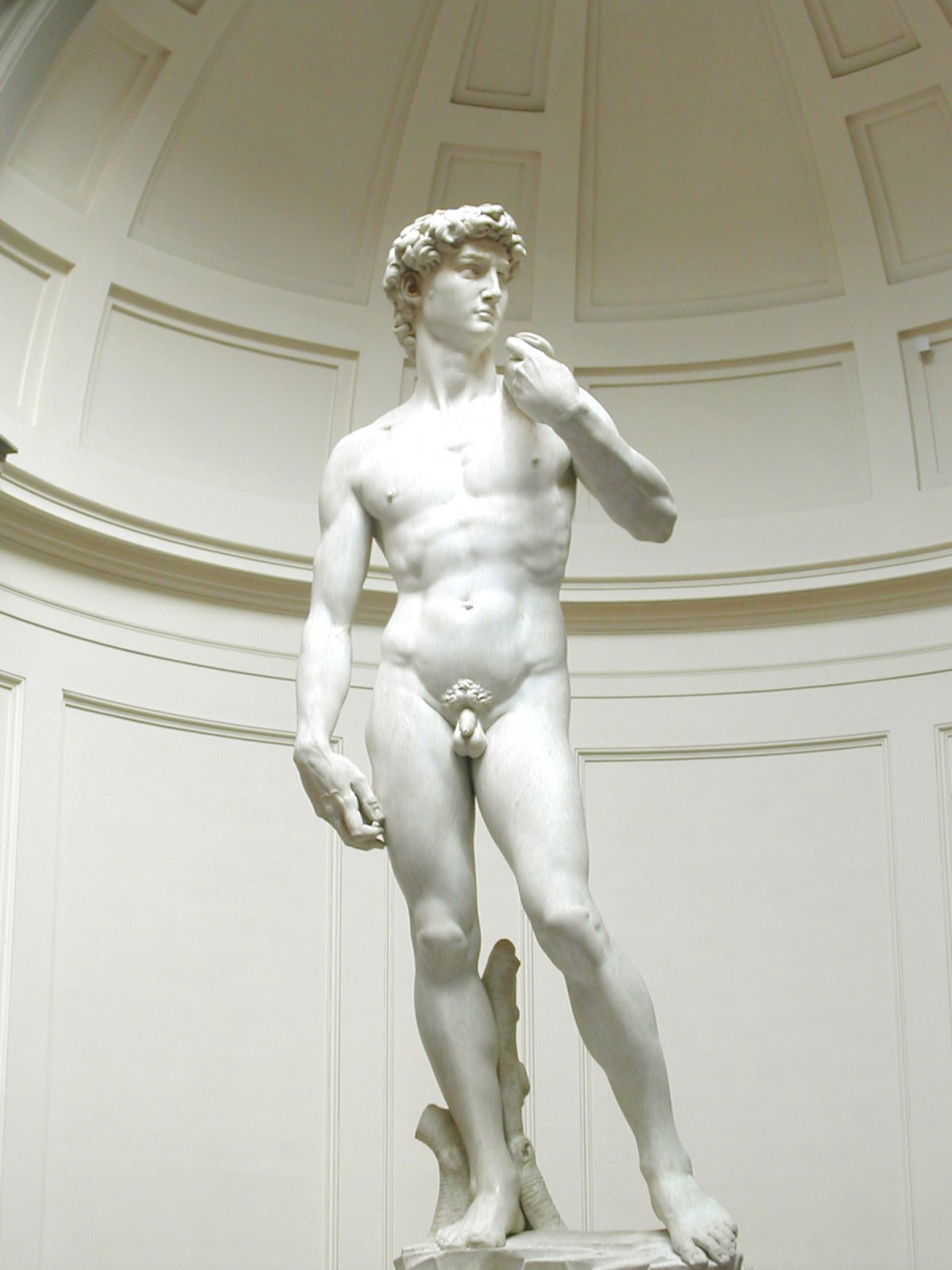
El David de Miguel Àngel

El Renaixement té un cànon de bellesa semblant al del món clàssic, en què tenia la seva principal font estètica. Així, es basa sobretot en l'harmonia i la proporció. Itàlia es va convertir en el referent artístic i totes les arts reflectien aquest cànon de bellesa de la mateixa manera. Dins de les produccions artístiques, han quedat com a emblemàtiques en la història el David de Miquel Àngel com a cànon de bellesa masculina, encara avui referent publicitari, i la Venus d'El naixement de Venus de Sandro Botticelli, de la femenina. Les característiques d'ella són pell blanca, rosada a les galtes, cabell ros i llarg, front clar, ulls grans i clars, espatlles estretes, com la cintura, malucs i estómac arrodonits; mans primes i petites en senyal d'elegància i delicadesa; els peus prims i proporcionats, dits llargs i fins, coll llarg i prim; maluc lleument marcat, pits petits, ferms i tornejats, llavis i galtes vermells o rosats. L'ideal masculí té els cabells llargs i lluents, les celles poblades i marcades, la mandíbula forta, els pectorals amples i sovint sense pèl facial. De maquillatge, tenim només el coloret i el carmí per a aquests tons roses de la cara. Això sí, el vestit és bastant sumptuós, encara que als renaixentistes, en el seu afany per mostrar la perfecció corporal, els agradava mostrar la nuesa dels cossos.

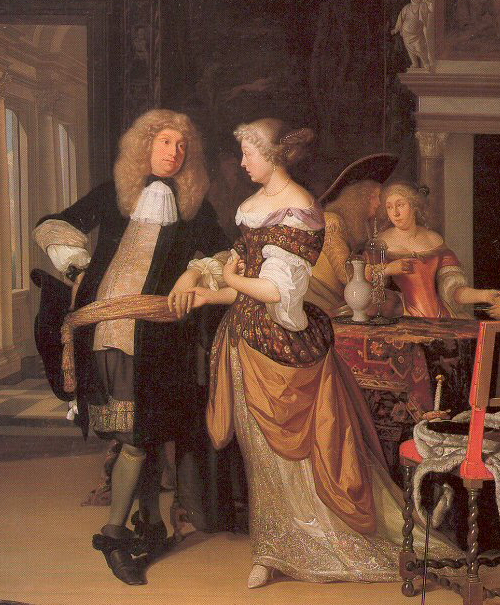
Parella elegant, 1678

El barroc va ser l'edat de l'aparença i la coqueteria. Les corts europees van emfasitzar el seu poder mitjançant l'art de l'aparença i la fastuositat. La Il·lustració del segle xviii va posar fi a això i va imposar la sobrietat en les formes, encara que no van abandonar certs hàbits, com per exemple, les perruques tant en homes com en dones. Però el que més destaca del barroc és la proliferació, ús i abús de perfums, carmins, pigues, cotilles, puntes, robes sumptuoses, sabates de taló, miralls, joies, pompositat, pentinats... és l'època de la coqueteria. No en va, va néixer la paraula maquillatge i es va estendre per diverses llengües, moltes vegades com a sinònim de truc i engany. L'ideal de bellesa femení era teatral i artificial. Pel que fa al físic en si, es poden endevinar rere les vestidures i afaits uns cossos més rodons que en el Renaixement, pits més prominents ressaltats per cotilles, amples malucs, estretes cintures, braços arrodonits i carnosos, pell blanca, espatlles estretes. Dels homes destaca la profusió del pèl, moltes vegades amb perruca, la pell molt blanca i les galtes rosades i, per sobre de tot, uns vestits sumptuosos d'infinites capes.

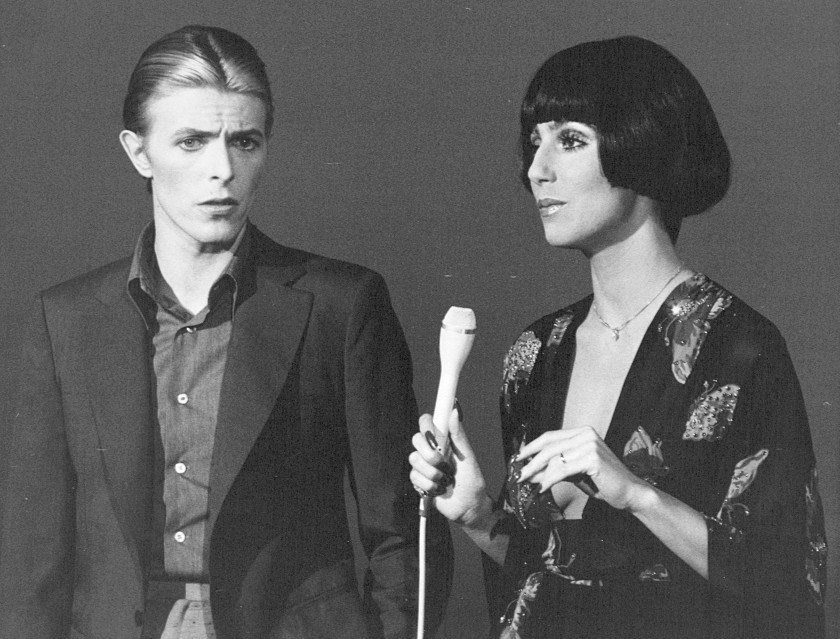
David Bowie i Cher, als anys 70

Des de llavors fins ara, hi ha hagut moltes modes: la gràcia, lleugeresa i galanteria del rococó, la sobrietat de la Il·lustració, la moda del dandi anglès, etc. El segle xx imposa diverses tendències que depenen de motivacions econòmiques i del que es vulgui mostrar: cossos grassos perquè no es vol donar a entendre que es passa gana; cossos atlètics si es vol mostrar que hi ha un alt nivell de vida que permet seleccionar els aliments, preocupar-se per la imatge i anar al gimnàs. Hi ha hagut lleus alternatives, per exemple, en els setanta, quan va predominar l'estètica de figura andrògina, recta, sense maluc ni pit, alta i extremadament prima.